# Halthi, Nagamangala
Halthi là một làng thuộc tehsil Nagamangala, huyện Mandya, bang Karnataka, Ấn Độ.